# 王孺童
王孺童（1977年12月15日—），男，汉族，生于北京，民建会员，经济学学士、在职研究生学历。现任中国佛教协会寺庙工作办公室副主任，并兼任民建中央文化委员会委员、全国青联委员、全国青联宗教界别工作委员会秘书长、中央国家机关青联委员、中国佛教文化研究所特约研究员、中国佛教协会理事、中国佛教协会文化艺术委员会委员等职，撰写了近500万字的各类文章百余篇、专著十余部，并随团出访十余国。

## 主要著作
- 《谢铁骊谈电影艺术》（编）（重庆大学出版社）
- 《谢铁骊剧作集》（编）（三卷，中国电影出版社）
- 《谢铁骊八秩影画集》（编）（中国电影出版社）
- 《孺童讲论语》（花山文艺出版社）
- 《比丘尼传校注》（中华书局）
- 《智顗净土思想之研究》（上下册，宗教文化出版社）
- 《佛学启蒙》（陕西师范大学出版社）
- 《王孺童佛学论著集》（四卷，人民大学出版社）
  - 卷一《百喻经释义》
  - 卷二《佛传——〈释迦如来应化事迹〉注译》
  - 卷三《佛教三字经汇解》、《金刚经述义》、《正信录校注》
  - 卷四《内学杂谈》、《别时意趣与净土教》
- 《佛祖来了》（华文出版社）
- 《金刚般若经疏科释》（南京金陵刻经处）
- 《坛经赞五重玄要》（南京金陵刻经处）
- 《瑜伽师地论释宗本疏》（南京金陵刻经处）
- 《雪峰义存法嗣行录汇考》（南京金陵刻经处）
- 《史记校读》（南京金陵刻经处）
- 《善逝集》（南京金陵刻经处）